# NGC 3928
NGC 3928 (również UGC 6834 lub PGC 37136) – galaktyka spiralna (SA(s)b?), znajdująca się w gwiazdozbiorze Wielkiej Niedźwiedzicy. Odkrył ją William Herschel 9 lutego 1788 roku. Jest to galaktyka z aktywnym jądrem.